# Гелевая ручка
Гелевая ручка – ручка, чернила которой сделаны на основе порошкообразного пигмента, смешанного с водяным гелем.

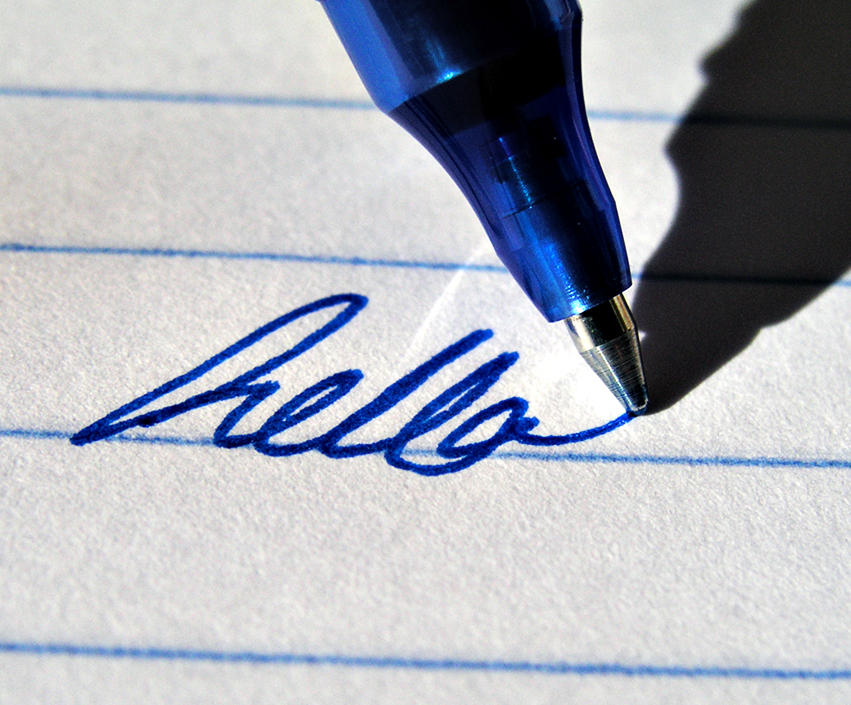
Письмо гелевой ручкой.

 В России производство гелевых ручек регулируется ГОСТ 29211-91, принятый 1 января 1993 года. Международной организацией по стандартизации стандарт про гелевые ручки, ISO 27668-1, был впервые принят в феврале 2009 года.

## История
Впервые патент на гелевую ручку был выдан японской компании Sakura Color Products Corporation в 1982 году, в том же году была изобретена первая гелевая ручка.

## Особенности
Внешне шариковые и гелевые ручки схожи, но у гелевых есть свои преимущества перед шариковыми:

### Преимущества[4][5]
- Чернила реже размазываются.
- Более гладкие, толстые и густые чернила.
- Более плавное письмо.
- Ручки пишут от лёгкого касания, без сильного напряжения на руку.

### Недостатки[4]
- Чернила засыхают дольше.
- Чернила могут пропитать бумагу с обратной стороны.